# 余杭塘河
余杭塘河，古称运粮河，又名官塘河， 位于中国杭州，是京杭大运河的一条支流，历史上商船云集、航运发达。河流自余杭街道，经仓前街道、五常街道，汇入京杭大运河，全长19.8公里，连接着西溪湿地、和睦水乡，是杭州市生态绿化廊道。

## 历史

### 建国前
隋大业间（605年～618年），余杭塘河为漕运而疏浚，是古代余杭县主要航道之一。清嘉庆《余杭县志》记载“余杭塘河在县东南二里，阔三十步深一丈许，连南渠河，自安乐桥四十五里至杭州之运河”。 
余杭塘河上游为南渠河。宋时南渠河西通木竹河，从石门塘达洞霄宫。下游经长桥，东流约七里而至觅渡桥，折东南流约十二里，至观音桥又东流约一里，至卖鱼桥，与下塘河会。古时，临安、於潜等地竹木山货经木竹河至余杭集散。
元至正十九年（1359年），张士诚自武林港至江涨桥新开运河，使余杭塘河与京杭大运河直线沟通，提高了余杭塘河的航道作用。
清康熙二十三年（1684年），选石筑余杭东关至文昌阁堤塘于道左。翌年疏浚，上及石门，疏南渠河之浅阻以通商舟，开木竹河之湮淤以溉田。
抗日战争胜利后，由于余杭港埠物资集散量增加，较大吨位的木帆船陆续驶抵余杭，古航道卖鱼桥段河道狭窄，时碍航行，除航船和小吨位船舶继续行驶观音桥、卖鱼桥航线外，航道走向改由余杭经仓前、女儿桥至杨家桥，北折过杨家桥绕三墩文星阁，东向经祥符桥，东南出小河惠安桥至大关桥进入运河。

### 建国后
中华人民共和国成立后，余杭塘河即杭余线航道，为余杭县主要的干线航道之一，经多次治理，通航能力不断增强。
1957年，余杭航管站疏浚自坝坛桥至越郡会馆仓库一段航道，全长1000米，疏浚土石方6325.5立方米，清除暗桩641个。经过疏浚，可通35吨级船舶。1958年10月，开掘闲林埠至半山航道，1959年冬竣工。杭余线航道走向改为自余杭经仓前、女儿桥、杨家桥、三元桥、庆隆桥抵大关进入京杭大运河，不再绕道三墩、祥符桥、小河。
1966年3月，新建文昌船闸。1971年，余杭线航道按六级航道标准治理，连续三年疏浚河道；改建跨越航道的仓前木桥和保安桥，拓宽杨家桥、女儿桥、老人铺和长桥等4处浅水地段的航漕。以后，航道疏浚基本每两年进行一次。
改革开放后，基本以扫清通航障碍、疏浚和修理加固航道、改善航道条件为主。
从1998年后，在杭余线航道航行的本港船队逐渐被个体船舶所替代，至2008年，航行在杭余线的船舶约96艘，1.9万吨位。
2009年7月1日起，杭余线航道禁止货船通行，关停沿线余杭组团18家码头。从此，余杭塘河再没有昔日货船通行时的喧闹，航道两岸繁忙的码头归于宁静。余杭塘河数百年漕运成为历史，古老的运河支流从此担负生态文明的使命，走向新生。

## 交通
2004年10月28日，杭州"水上巴士”正式开通，票价3元。其中余杭塘河线既水上巴士公交2号线经过武林门，信义坊，北新关，和睦，古翠，古墩，紫荆花路码头这七个码头。